# Medalha Marietta e Friedrich Torberg

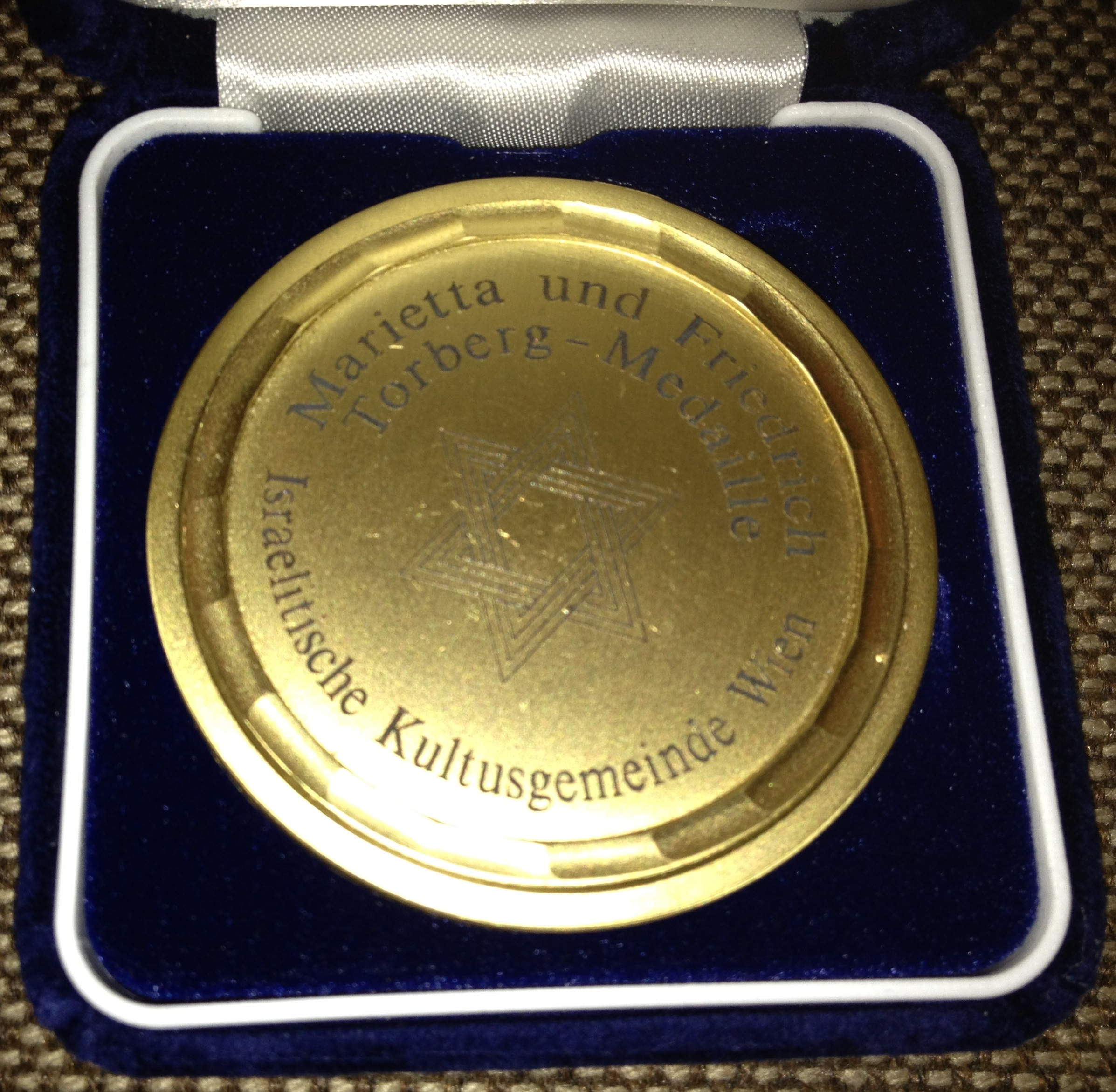
Medalha Marietta e Friedrich Torberg

A medalha „Marietta e Friedrich Torberg“ é atribuída de tempos em tempos pela comunidade hebraica de Viena a pessoas que lutaram contra o antisemitismo, o racismo e o ressurgimento do nazismo. A instalação deste prémio também foi uma homenagem à alma judaica de Viena, que determinava de forma significativa a cidade.

## Laureados
1987
- Peter Huemer

1990
- Siegfried Reingruber e Hermann Reitmajer

1995
- Estudantes e professores do liceu „Friesgasse“

1997
- Josef Broukal

1999
- Primavera Gruber, Käthe Kratz, Hans Litsauer, Werner Rotter, Karin Schön, Georg Schönfeld
- Hubert Steiner

2000
- Hubertus Czernin
- Gertraud Knoll
- Werner Vogt

2001
- Marianne Enigl
- Hans Rauscher
- Joachim Riedl
- Günter Traxler

2002
- Terezija Stoisits
- Ludwig Adamovich
- Wolfgang Petritsch

2003
- Ute Bock
- Heinz Katschnig
- Alexander Potyka

2005
- Waltraud Klasnic
- Clemens Jabloner
- Wolfgang Neugebauer

2007
Outubro
- Eva Blimlinger
- Ida Olga Höfler

Novembro
- Gerhard Roth

2008
- Georg Haber[2]

2010
- Lena, Franziska e Franz Müllner
- Martina Enzmann
- Werner Sulzgruber

2011
- Thomas Haffner
- Gerhard Zatlokal

2012
Março
- Helmut Nausner

Maio
- Clemens Hellsberg (Laudatio: Zubin Mehta)
- Wolfgang Schütz (Laudatio: Arnold Pollak)[3]

Novembro
- Andreas Maislinger (Laudatio: Anton Pelinka)
- Hannes Porias

2013
- Christian Kern